# Kirchliche Zusatzversorgungskasse des Verbandes der Diözesen Deutschlands
Die Kirchliche Zusatzversorgungskasse des Verbandes der Diözesen Deutschlands (KZVK) ist die Zusatzversorgungskasse der katholischen Kirche in Deutschland. Das Kapitalvermögen der Anstalt öffentlichen Rechts betrug am Stichtag 31. Dezember 2024 28,4 Mrd. Euro.

## Geschichte
Zum Zweck der Vereinheitlichung der zusätzlichen Altersversorgung von Angestellten im kirchlichen und karitativen Dienst in den Diözesen Deutschlands beschloss die Vollversammlung des Verbandes der Diözesen Deutschlands die Gründung einer kirchlichen Zusatzversorgungskasse. Aus diesem Grund wurde die KZVK am 30. August 1976 als rechtlich selbständige kirchliche Einrichtung errichtet. Der Sitz der KZVK befindet sich in Köln.
Seit 1997 beteiligten sich auch kirchliche Arbeitgeber aus den neuen Bundesländern bei der KZVK.

## Neues Finanzierungssystem seit dem 1. Januar 2020
Am 1. Januar 2020 ist das neue Finanzierungssystem der KZVK in Kraft getreten. Die KZVK hat das neue Finanzierungssystem gemeinsam mit Vertretern der beteiligten Arbeitgeber, der Versicherten und der Diözesen seit Ende 2017 erarbeitet. Ziel war es, gleichzeitig die Finanzierung dauerhaft abzusichern und die Gesamtbelastung der Beteiligten zu senken sowie planbar und nachvollziehbar zu gestalten.
Kernelemente des neuen Finanzierungssystems sind die Zusammenlegung der Abrechnungsverbände S (AV-S, Anwartschaften und Anrechte aus der Zeit bis zum 31. Dezember 2001) und P (AV-P, Anwartschaften und Anrechte seit dem 1. Januar 2002) sowie die Erhebung eines einheitlichen Pflichtbeitrags, über den die Finanzierung aller zugesagten Leistungen der KZVK sichergestellt wird. Die Überarbeitung der bisherigen Finanzierung war nicht zuletzt aufgrund der andauernden Niedrigzinsphase notwendig geworden, um das von Arbeitgebern und KZVK gegebene Versprechen einer betrieblichen Altersversorgung dauerhaft zu erfüllen und zugleich die Tragfähigkeit der finanziellen Gesamtbelastung der beteiligten Arbeitgeber nachhaltig sicherzustellen.

## Produkte und Leistungen
Die Zusatzversorgung ist die besondere Form der betrieblichen Altersversorgung für die Arbeitnehmer des öffentlichen Dienstes, der sich auch die beiden großen christlichen Kirchen angeschlossen haben. Die KZVK hat die Aufgabe, den Beschäftigten des kirchlichen und kirchlich-karitativen Dienstes im Bereich der Diözesen in der Bundesrepublik Deutschland eine betriebliche Alters-, Invaliditäts- und Hinterbliebenenversorgung nach den für die Angestellten des öffentlichen Dienstes geltenden Grundsätzen zu gewähren. Die Durchführung für den Bereich der katholischen Kirche und der Caritas erfolgt grundsätzlich über die KZVK.
Seit dem Jahr 2002 besteht die Zusatzversorgung des kirchlichen und des kirchlich-karitativen Dienstes aus zwei Komponenten:
1. Die Pflichtversicherung GrundWert, die in der Regel alle Arbeitnehmer erfasst und in großen Teilen vom Arbeitgeber durch Aufwendungen zusätzlich zum Arbeitsentgelt finanziert wird. Sie beinhaltet eine beitragsorientierte Leistungszusage für das Alters-, Invaliditäts- und Todesfallrisiko in Form einer Betriebsrente.
2. Die freiwillige Versicherung MehrWert, deren Abschluss im Belieben des Arbeitnehmers steht. Sie wird durch Vergütungsverzicht (Entgeltumwandlung) oder durch Eigenbeiträge des Arbeitnehmers aus seinem Nettolohn finanziert. Das Invaliditätsrisiko kann hierbei ausgeschlossen werden.

Die KZVK ist Partnerin von rund 5.000 beteiligten Arbeitgebern. Über diese sind derzeit über 617.000 Menschen pflichtversichert, weitere etwa 866.000 Personen sind beitragsfrei pflichtversichert. Zusätzlich haben mehr als 27.500 Versicherte eine freiwillige Versicherung im Wege der Entgeltumwandlung bei der KZVK abgeschlossen, entweder im Rahmen der Riester-Förderung, dem Modell der Brutto-Entgelt-Umwandlung oder ohne staatliche Förderung. Die KZVK erbringt momentan an über 232.000 Rentnerinnen und Rentner Leistungen wie Altersrenten, Erwerbsminderungsrenten und Hinterbliebenenrenten (Stand 9. Juli 2024).
Die KZVK ist Mitglied der Arbeitsgemeinschaft kommunale und kirchliche Altersversorgung (AKA) e.V.
Sie wurde 2022 mit dem dpn-Award des Fachverlags F.A.Z. Business Media in der Kategorie „Pension Asset Management 2022 in Pensionskassen und Versorgungswerken mit besonderem Fokus auf ESG-Kriterien“ ausgezeichnet.
2023 unterzeichnete die KZVK die Principles of Responsible Investment, eine von den Vereinten Nationen initiierte globale Investoreninitiative.